# Pedro Antonio Ginés Esteo
Pedro Antonio Ginés Esteo (Zaragoza, 15 de enero de 2004) es un jugador de ajedrez español, que tiene el título de Gran Maestro Internacional desde agosto de 2022. Fue Campeón del mundo sub-14 en 2018, siendo su entrenador Manuel Pérez Candelario. Ha sido también campeón de España por edades en categorías sub-10, sub-14, sub-16 y sub-18.
En el ranking de la FIDE de abril de 2020, tenía un Elo de 2458 puntos, lo que lo convertía en el jugador número 45 de España, y el número uno entre los sub-16. Su máximo Elo fue de 2483 puntos, en la lista de diciembre de 2019.
En octubre de 2018 fue Campeón del mundo sub-14 en Halkidiki  (Grecia) con 8 puntos de 9 posibles. Esta victoria significaba el primer triunfo español en un mundial por edades en dieciocho años, desde que Paco Vallejo lograra el mundial sub-18 en el año 2000. En julio de 2019 se proclamó campeón de España en las categorías sub-16 y sub-18 en Salobreña. En septiembre de 2020 fue noveno en el Campeonato de España, en Linares (el campeón fue David Antón).